# Ráczalmási György
Ráczalmási György (született Fridrich) (Budapest, 1928 – Budapest, 2008. március 27.) magyar újságíró, riporter, műsorvezető.

## Életpálya
Szülei Fridrich György és Markovics Mária voltak. Születéskori nevét szüleivel, testvérével közösen változtatták Ráczalmásira a ’30-as években, emlékezve az anyai nagyszülők lakhelyére, Rácalmásra, ahol szinte minden nyarukat, szabad idejüket töltötték. A budapesti  Kölcsey Gimnáziumban érettségizett, majd az ELTE Jogi Karán szerzett jogi doktorátust 1952-ben.
Egyetem után rögtön riporterként és szerkesztőként kezdte pályafutását a Magyar Rádiónál, ahol 1956-ig irodalmi és művészeti témákkal foglalkozott. Eközben dolgozott a Ludas Matyinak is.
1956-ban kétszer is távozott Ausztriába, de végül meggondolta magát, és végleg visszajött.
A ’60-as években belkereskedelmi témákkal kezdett foglalkozni. Belső munkatársa volt a Belkereskedelmi Minisztérium Kirakat című lapjának, és írt a Világgazdaságba is. Később a Ádám Magazin szerkesztője lett, egy időben főszerkesztője volt. Jelentős szakterülete lett a gasztronómia. Hosszabb ideig volt a  Vendéglátás magazin főszerkesztője. A MÚOSZ Sajt és Óbor szakosztályát haláláig vezette. 
Egy időben rendszeresen vállalt zenés, beszélgetős esteket, ahol neves színészek, énekesek voltak meghívott partnerei; egy időben 4-5 partner mellett a műsorvezetői szerepet töltötte be. Nagyobb szabású műsoroknál Antal Imrével, Hofi Gézával, Kabos Lászlóval közösen vezették a műsort. Több alkalmi, nagyobb szabású esztrádműsornak (MTV, Fővárosi Nagycirkusz, sportcsarnokok) volt konferansziéja.   
1985 után az Budapesti Operettszínház szomszédságában, az Operett eszpresszóban működő Ámor Színpad házigazdája és műsorvezetője volt. Kis színházi interjúival vidéki városokban is felléptek. Jegyzett interjúkat készített  Szász Endrével, Puskás Öcsivel, Habsburg Ottóval, Cicciolinával. Színész-riportjai megjelentek az Autó-Motor újságban. Ifjú kora óta nagy drukkere volt az Újpesti Dózsa csapatának, amelyet újságíróként számos módon segített; évkönyvüket több alkalommal is ő szerkesztette. A ’80-as években a Hazafias Népfront égisze alatt nyilvános kerületi vitaesteket moderált lakhatási és kerületrendezési témákban.  
1988-ban nyugdíjba ment. Nagy társasági életet élt, ismert volt kiváló humoráról. Mozgalmas élete során kétszer házasodott.